# Bank Account
Bank Account è un singolo del rapper britannico 21 Savage, pubblicato l'8 agosto 2017 come unico estratto dal primo album in studio Issa Album. Il brano è stato scritto e co-prodotto dallo stesso 21 Savage, insieme al produttore discografico Metro Boomin.

## Video musicale
Il video musicale è stato pubblicato il 10 novembre successivo ed è stato diretto da Matthew Swinsky. Il video vede la partecipazione degli attori Mike Epps e Nikki Sweets.

## Tracce
Testi di Shayaa Abraham-Joseph, Leland Wayne, musiche di Metro Boomin.
1. Bank Account – 3:40

## Remix
Il rapper Joyner Lucas ha realizzato un remix della canzone e l'ha pubblicato sui servizi musicali di YouTube e SoundCloud il 18 dicembre 2017.

## Classifiche

### Classifiche settimanali
| Classifica (2017)         | Posizione massima |
| ------------------------- | ----------------- |
| Australia                 | 55                |
| Belgio (Fiandre)          | 22                |
| Belgio (Vallonia)         | 30                |
| Canada                    | 16                |
| Irlanda                   | 63                |
| Nuova Zelanda             | 39                |
| Repubblica Ceca           | 64                |
| Olanda                    | 1                 |
| Regno Unito               | 41                |
| Regno Unito (R&B)         | 14                |
| Slovacchia                | 54                |
| Stati Uniti               | 12                |
| Stati Uniti (R&B/Hip-Hop) | 5                 |
| Stati Uniti (Rap)         | 4                 |
| Stati Uniti (Rhythmic)    | 15                |
| Svezia                    | 57                |
| Svizzera                  | 65                |

### Classifiche di fine anno
| Classifica (2017)         | Posizione |
| ------------------------- | --------- |
| Canada                    | 57        |
| Portogallo                | 90        |
| Stati Uniti               | 48        |
| Stati Uniti (R&B/Hip-Hop) | 23        |
| Stati Uniti (Rap)         | 15        |
| Classifica (2018)         | Posizione |
| Portogallo                | 195       |
| Stati Uniti (R&B/Hip-Hop) | 69        |
| Stati Uniti (Rap)         | 50        |
| Classifica (2019)         | Posizione |
| Portogallo                | 587       |